# Factor de creixement transformant
La denominació de factor de creixement transformant (a vegades anomenat factor de creixement tumoral, o TGF, de Transforming growth factor) s'utilitza per descriure dues classes de factors de creixement de polipèptids, TGFα i TGFβ.
El nom de "Factor de Creixement Transformant" és una mica arbitrari, ja que les dues classes de TGF no estan relacionades estructuralment o genèticament entre si, i actuen mitjançant mecanismes receptors diferents. A més, no sempre indueixen la transformació cel·lular i no són els únics factors de creixement que indueixen la transformació cel·lular.